# Sant Genís de la Vall dels Horts
Sant Genís de la Vall dels Horts és una església del municipi de Sant Fruitós de Bages (Bages) inclosa en l'Inventari del Patrimoni Arquitectònic de Catalunya.

## Descripció
Actualment l'estat d'aquesta església és de ruïna total. No és pas possible amb les restes que queden reconstruir, ni tan sols, la planta. El segle passat l'arquitecte Coll i Vilaclara en dibuixà una, però s'ha perdut.
Segons els testimonis de les persones que l'havien vist quan encara estava dempeus, el temple era de planta rectangular, sense absis, i al seu interior hi havia quatre capelles. No poden precisar, però, com era la coberta, on parava la porta, ni la disposició de les finestres.

## Història
La trobem ja esmentada el 1046 i la seva funció parroquial el 1063, així com el 1077 i el 1079 encara que, a cap de les llistes parroquials, ni a les anteriors a 1154, 1361 o 1438, es fa referència a Sant Genís. En canvi, el 1280 es feu un capbreu de fidels a aquesta parròquia. Aquesta funció la perdé abans del 1685, quan ja era sufragània de Sant Jaume d'Olzinelles.
Aquesta església depengué del Monestir de Santa Maria de Ripoll i no del de Sant Benet, la qual cosa quedà palesa quan el 1228 s'afirmà que les sagreres de Sant Genís estaven a l'alou de Santa Maria de Ripoll. L'església tenia un cementiri documentat el 1080.